# Terratrèmol de l'Hindu Kush de 2015
El terratrèmol de l'Hindu Kush de 2015 es va produir el matí del dilluns 26 d'octubre de 2015, prop de la regió de l'Hindu Kush a la província de Badakhshan, en el nord-est de l'Afganistan, una zona muntanyosa de l'Himàlaia, amb una magnitud de 7,5 i epicentre a 212,5 km de profunditat. A més de l'Afganistan, afectat en una zona escassament poblada, va causar danys significatius al Pakistan, també afectà l'Índia i, tot i ser un país poc referenciat, el Tadjikistan. Les xifres de víctimes van anar creixent amb el pas de les hores, situant-se, la tarda del dia 27, en més de 360 morts, la majoria a Pakistan, i més de 2.000 ferits.
En els últims cent anys consten 7 altres terratrèmols, de magnitud 7 o superior, en un radi de 250 km entorn de la ubicació d'aquest. El més recent fou el que es produí el març del 2002, 20 km a l'oest i a una fondària similar, amb una magnitud de 7,4; va causar uns 150 morts. El desembre de 1983, un altre de magnitud 7,4 i similar profunditat, es produí a tan sols 8 km al sud i va causar 26 morts. De totes maneres, el més mortífer a la zona va ser el terratrèmol del Caixmir de 2005, a una profunditat de tan sols 26 km i de causes geològiques diferents, el qual s'endugué la vida de més de 86.000 persones i causà danys molt significatius.
L'Himàlaia havia patit, el 25 d'abril del mateix any, el catastròfic  terratrèmol del Nepal que, amb les rèpliques d'un mes més tard, havia causat més de 9.000 morts i 900.000 cases destrossades.